# Верх (деревня)
Верх — деревня в Череповецком районе Вологодской области на реке Кисовка.
Входит в состав Коротовского сельского поселения, с точки зрения административно-территориального деления — в Коротовский сельсовет.
Расстояние до районного центра Череповца по автодороге — 79 км, до центра муниципального образования Коротово по прямой — 7 км. Ближайшие населённые пункты — Карпово, Курилово, Большой Двор.
По переписи 2002 года население — 47 человек (18 мужчин, 29 женщин). Всё население — русские.